# Râul Putred
Râul Putred este un curs de apă, afluent al râului Miletin. 